# فرودگاه آخمر
فرودگاه آخمر (به آلمانی: Flugplatz Achme) یک فرودگاه محلی است که در شهر برامشه کشور آلمان قرار دارد.